# Nathan Brown
Nathan Brown (Colorado Springs, 7 juli 1991) is een Amerikaans voormalig wielrenner.

## Overwinningen
2008
Eindklassement Trophée Centre Morbihan
2e etappe Driedaagse van Axel
3e etappe Nations' Cup Abitibi
Eindklassement Nations' Cup Abitibi
2009
Proloog Tour du Pays de Vaud
Eindklassement Tour du Pays de Vaud
Eindklassement Tour of the Red River Gorge
2011
 Amerikaans kampioen tijdrijden, Beloften
1e etappe Ronde van Guadeloupe
2013
Eind- en puntenklassement Tour de Beauce
 Amerikaans kampioen tijdrijden, Beloften

## Resultaten in voornaamste wedstrijden
| Jaar | Ronde van Italië | Ronde van Frankrijk | Ronde van Spanje |
| ---- | ---------------- | ------------------- | ---------------- |
| 2014 |                  |                     | 85e              |
| 2015 | 67e              |                     |                  |
| 2016 | 48e              |                     |                  |
| 2017 |                  | 43e                 |                  |
| 2018 | 52e              |                     |                  |
| 2019 | 67e              |                     |                  |

| Jaar | Milaan-San Remo | Amstel Gold Race | Luik-Bast.‑Luik | Waalse Pijl |  | WK op de weg |  | Wereldranglijsten |
| ---- | --------------- | ---------------- | --------------- | ----------- |  | ------------ |  | ----------------- |
| 2014 |                 |                  |                 |             |  |              |  |                   |
| 2015 |                 |                  |                 |             |  |              |  |                   |
| 2016 |                 | opgave           | 121e            | 77e         |  |              |  | 209e (UWT)        |
| 2017 | 172e            |                  |                 |             |  | opgave       |  | 247e (UWT)        |
| 2018 |                 |                  |                 |             |  |              |  |                   |
| 2019 |                 |                  | opgave          | 75e         |  |              |  |                   |

## Ploegen
- 2010 –  Trek Livestrong U23
- 2011 –  Trek Livestrong U23
- 2012 –  Bontrager Livestrong Team
- 2013 –  Bontrager Cycling Team
- 2014 –  Garmin Sharp
- 2015 –  Team Cannondale-Garmin
- 2016 –  Cannondale-Drapac Pro Cycling Team[1]
- 2017 –  Cannondale Drapac Professional Cycling Team
- 2018 –  Team EF Education First-Drapac p/b Cannondale
- 2019 –  EF Education First Pro Cycling
- 2020 –  Rally Cycling
- 2021 –  Rally Cycling
- 2022 –  Human Powered Health

Acevedo · van Baarle · Bauer · Brown · Cardoso · Danielson · Dekker · Dennis · Fairly · Farrar · Fernández · Gaimon · Haas · Hansen · Hesjedal · Howes · King · Kreder · Langeveld · Martin · Millar · Morton · Navardauskas · Nuyens · Slagter · Talansky · Vansummeren · Von Hoff · Wegmann · Girdlestone (stagiair) · Mannion (stagiair)
Acevedo · van Baarle · Bauer · Bettiol · Brown · Cardoso · Danielson · Dombrowski · Formolo · Haas · Hesjedal · Howes · T.King · B.King · Koren · Langeveld · Marangoni · Martin · Mohorič · Moser · Navardauskas · Norman Hansen · Skjerping · Slagter · Talansky · Villella · Zepuntke · Bovenhuis (stagiair) · Mullen (stagiair)
van Baarle · Bauer · Bettiol · Bevin · Breschel · Brown · Cardoso · Clarke · Craddock · Dombrowski · Formolo · Gaimon · Howes · King · Koren · Langeveld · Marangoni · Moser · Mullen · Navardauskas · Rolland · Skjerping · Skujiņš · Slagter · Talansky · Urán · Villella · Wippert · Woods · Zepuntke · Dibben (stagiair)
van Baarle · Bettiol · Bevin · Brown · Canty · Carthy · S. Clarke · W. Clarke · Craddock · Dombrowski · Formolo · Howes · Koren · Langeveld · Mullen · Phinney · Rolland · Scully · Skujiņš · Slagter · Talansky · Urán · Van Asbroeck · Vanmarcke · Villella · Wippert · Woods · Monk (stagiair)
Breschel · Brown · Canty · Cardona · Carthy · S. Clarke · W. Clarke · Craddock · Docker · Dombrowski · Howes · Langeveld · Magnusson · Martínez · McLay · Modolo · Moreno · Owen · Phinney · Rolland · Scully · Urán · Van Asbroeck · Vanmarcke · Woods
Bennett · van den Berg · Bettiol · Breschel · Brown · Caicedo · Carthy · Clarke · Craddock · Docker · Dombrowski · Higuita · Hofland · Howes · Kangert · Langeveld · Martínez · McLay · Modolo · Morton · Owen · Phinney · Scully · Urán · van Garderen · Vanmarcke · Villalobos · Whelan · Woods
Aasvold · Bassett · Brown (tot 26/6) · Carpenter · Coté · de Kleijn · de Vos · Gibson (vanaf 6/6) · Haga · Hecht · Jensen · Joyce · King · Krul · Mannion · Murphy · Rosskopf · Swirbul · Zukowsky · Chrétien (stagiair) · Double (stagiair) · Stites (stagiair)